# Young Labour
Young Labour ist die Jugendorganisation der britischen Labour Party. Alle Mitglieder der Labour Party im Alter zwischen 14 und 26 sind automatisch auch Mitglied von Young Labour.
Young Labour ist Mitglied in der International Union of Socialist Youth und bei den Young European Socialists.
Vorsitzender ist seit 2024 Jack Lubner.